# Store Vittensø
Store Vittensø (dansk) eller Groß Wittensee (tysk) er en landsby og kommune i det nordlige Tyskland, beliggende under Rendsborg-Egernførde Kreds i delstaten Slesvig-Holsten. Byen ligger 8 kilometer sydvest for Egernførde og 14 kilometer nordøst for Rendsborg ved Vittensøen i Hyttenbjergerne. Landsbyen er især kendt for mineralvandsproducenten Wittenseer Quelle.
Kommunen samarbejder med andre kommuner på administrativt plan i Amt Hüttener Berge.